# Buxeuil (Aube)
Buxeuil [byxej] je francouzská obec v departementu Aube v regionu Grand Est. Žije zde 112 obyvatel.

## Poloha obce
Obec leží na jihu departementu Aube, asi 40 km jihovýchodně od Troyes.

### Sousední obce
| Růžice kompasu | Polisy             |  | Celles-sur-Ource   | Růžice kompasu |
| Růžice kompasu | Sever              |  |                    | Růžice kompasu |
| Růžice kompasu | Buxeuil (Aube)     |  |                    | Růžice kompasu |
| Růžice kompasu | Jih                |  |                    | Růžice kompasu |
| Růžice kompasu | Balnot-sur-Laignes |  | Neuville-sur-Seine | Růžice kompasu |

## Pamětihodnosti
Kostel s jednou věží je gotická stavba ze 13. století, přestavěná v 16. století.

## Vývoj počtu obyvatel
Počet obyvatel